# Cypress Quarters
Cypress Quarters és una concentració de població designada pel cens dels Estats Units a l'estat de Florida. Segons el cens del 2000 tenia 1.150 habitants.

## Demografia
Segons el cens del 2000, Cypress Quarters tenia 1.150 habitants, 420 habitatges, i 291 famílies. La densitat de població era de 163,8 habitants per km².
Dels 420 habitatges en un 29,3% hi vivien nens de menys de 18 anys, en un 40,2% hi vivien parelles casades, en un 24,5% dones solteres, i en un 30,7% no eren unitats familiars. En el 25,5% dels habitatges hi vivien persones soles el 9,5% de les quals corresponia a persones de 65 anys o més que vivien soles. El nombre mitjà de persones vivint en cada habitatge era de 2,72 i el nombre mitjà de persones que vivien en cada família era de 3,26.
Per edats la població es repartia de la següent manera: un 30,7% tenia menys de 18 anys, un 9,6% entre 18 i 24, un 22,6% entre 25 i 44, un 24,1% de 45 a 60 i un 13% 65 anys o més.
L'edat mediana era de 33 anys. Per cada 100 dones de 18 o més anys hi havia 89,3 homes.
La renda mediana per habitatge era de 29.565 $ i la renda mediana per família de 38.125 $. Els homes tenien una renda mediana de 31.103 $ mentre que les dones 17.411 $. La renda per capita de la població era de 13.046 $. Entorn del 25,4% de les famílies i el 30,5% de la població estaven per davall del llindar de pobresa.

## Poblacions més properes
El següent diagrama mostra les poblacions més properes.